# 나전칠기

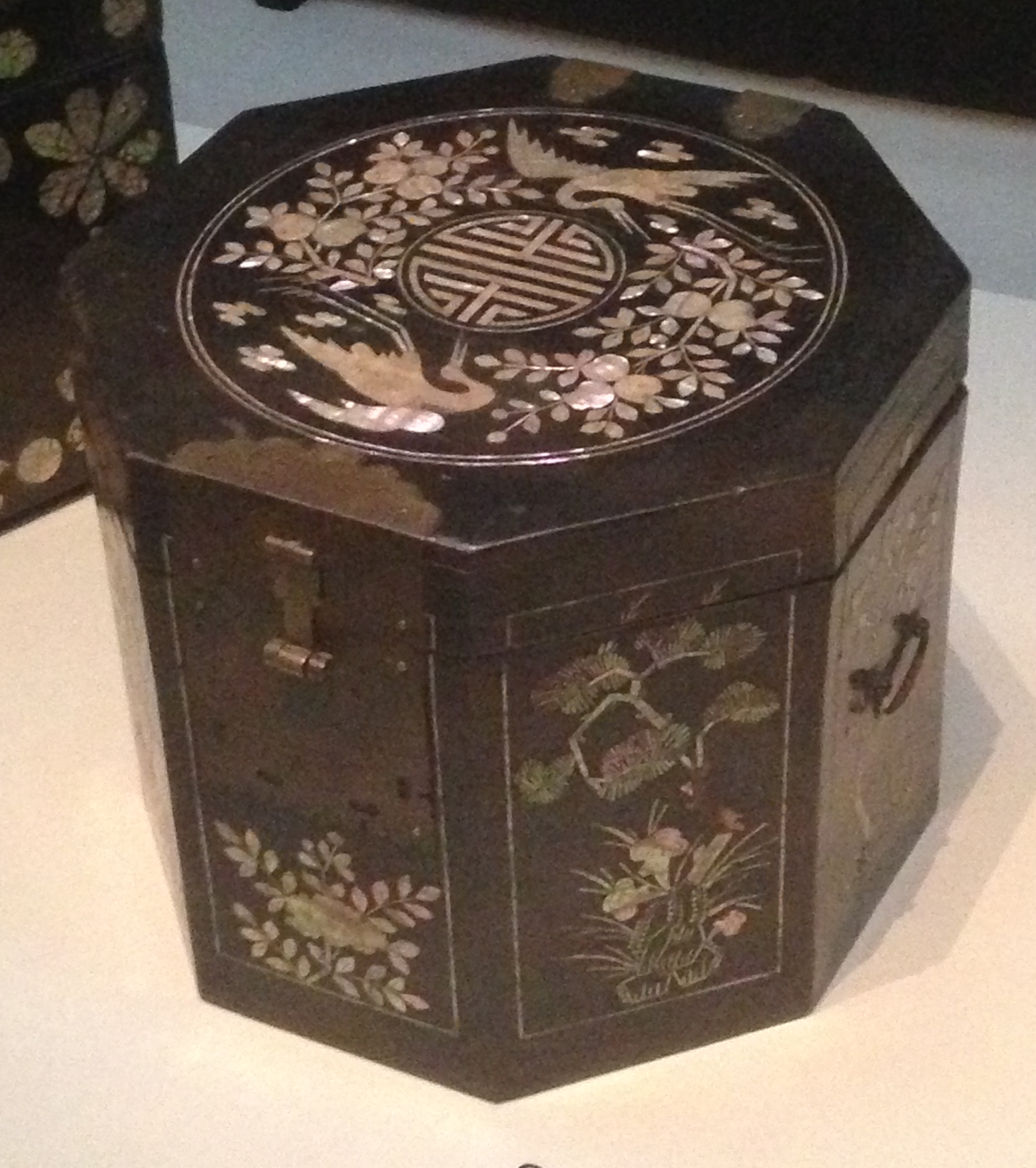
팔각나전함

나전칠기(螺鈿漆器)란 목기(木器)의 바탕을 소재로 나전을 가공하고 부착하여 칠을 한 공예품을 말한다. 고유어로는 자개박이라고도 하며, 널리 대모(玳瑁), 호박, 상아, 보석 등의 소재로 이용하는 것도 포함한다.

## 역사
나전기법은 중국 당나라 때에 성행하였으며 그것이 한국과 일본에 전하여졌을 것으로 보인다. 그 전래의 초기에는 주로 백색의 야광패(夜光貝)를 사용하였으나 후대 특히 한국에서는 청록빛깔을 띤 복잡한 색상의 전복껍데기를 많이 사용하게 되었다. 한국의 고려시대에는 칠기가 송으로 수출되었을 정도로 유명했으며, 관련 일화가 고려도경에도 남아있다. 고려 원종시기 원의 칸의 칠기 조달 명령을 받아 칠기제작 부서인 전함조성도감을 설치했던 바가 있다.

## 종류

### 나전칠기장인
나전칠기장인이란 조개·소라·전복 등의 껍질로 기물(器物)의 면과 가구의 면을 칠과 함께 장식하여 완성한 나전칠기 기능이 뛰어난 사람을 말한다. 곧 나전칠기는 옻칠한 농짝이나 나무 그릇 등에 진주빛이 나는 자개조각을 여러 가지 모양으로 박아 붙여서 장식한 공예품이다.

#### 기능장
- 김규장 명장

2005년 APEC 정상회담이 열린 부산 동백섬 누리마루 APEC하우스의 로비 벽면을 장식한 십이장생도 나전칠기를 제작했고, 2007년 제2차 남북정상회담 때 김정일 조선민주주의인민공화국 국방위원장에게 선물한 십이장생도 나전칠기 병풍이 김규장 명장의 작품이다.

## 갤러리

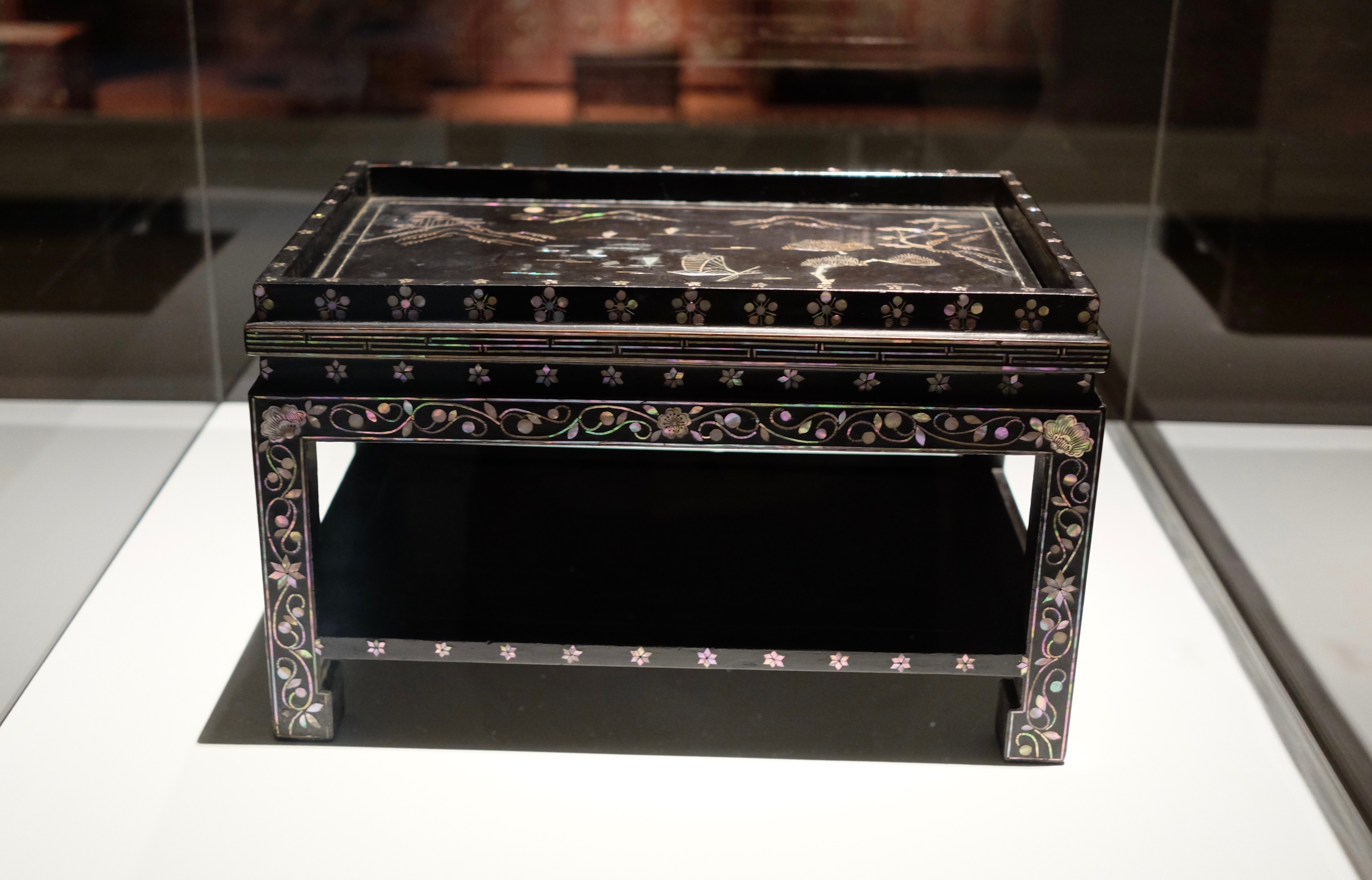
나전 흑칠 산수문 연상, 조선, 19세기, 소나무, 이화여자대학교 박물관
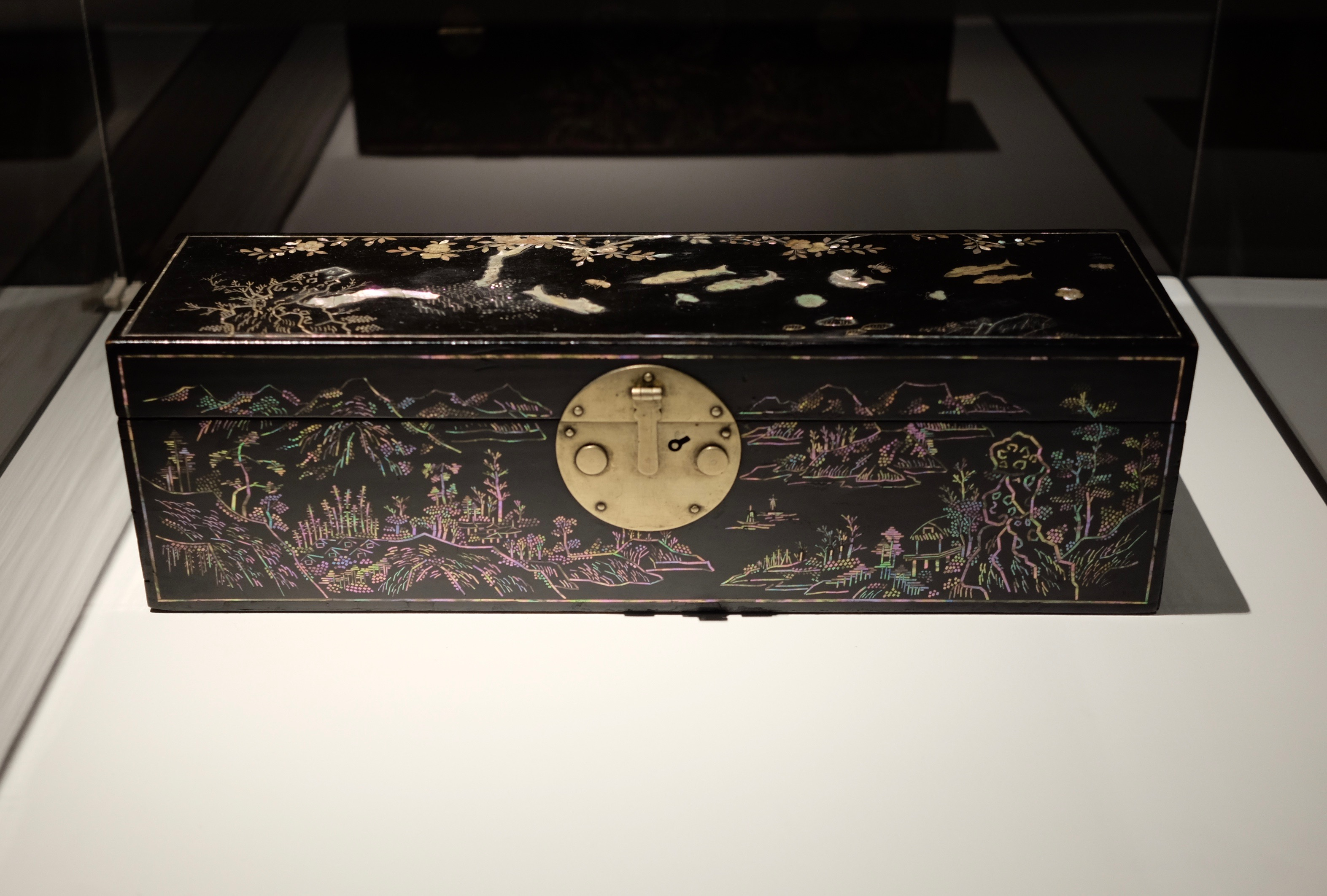
나전 흑칠 산수문 서함, 조선, 19세기, 소나무, 이화여자대학교 박물관

## 같이 보기
- 통영나전칠기축제
- 나전칠기장